# Mario Gareña
Jesús Arturo García Peña (Barranquilla, 25 de septiembre de 1932-Salt Lake City, 25 de agosto de 2021). Cantante y compositor colombiano, más conocido como Mario Gareña. Fue de los primeros intérpretes de cumbia comercial orquestada.

## Biografía
Nació en Barranquilla en 1932. Su nombre artístico surge de la unión de mar y río (homenaje a su ciudad natal, que se encuentra ubicada entre el mar Caribe y el río Magdalena) y de la unión de sus dos apellidos, García y Peña.
En 1951 debutó en la música como miembro de la orquesta de Sebastián Solari en Cali. En 1961 se incorporó a la Orquesta Sonolux grabando sus primeros sencillos, destacándose con las participaciones de artistas como Francisco Zumaqué, Leonor González Mina y La Sonora Dinamita con temas como Yo me llamo cumbia, Qué linda, Raza y Pintadita de luna. En 1970 participó en el Festival Latinoamericano de la Canción de Nueva York en la cual resultó ganadora su canción Te dejo la ciudad sin mí.
En 1961 se radicó en Bogotá, donde trabajó como showman en discotecas y bares, participó en los programas de televisión Mares de pasión y Cumbia y siguió su carrera con composiciones como La traga maluca, Mi novia es Barranquilla, Santa Santamarta, Tal vez sí seas tú y Cimarrón. En 1990 incursionó en la política creando su movimiento Amor por Colombia y aspiró a la presidencia. Desde 1991 hasta su muerte en 2021 se radicó en Salt Lake City Estados Unidos y se alejó la música definitivamente. El 25 de agosto de 2021 sufrió una caída en su residencia, fue traslado a un hospital y murió como consecuencia de los golpes que sufrió.